# Take-Two Interactive
Take-Two Interactive Software, Inc. (stylisé T2), est une entreprise américaine de distribution de jeux vidéo. Le siège de la société se trouve à New York et son siège international à Windsor, au Royaume-Uni.
La société possède de nombreuses franchises de jeux très connues, comme les séries Grand Theft Auto, Red Dead, NBA 2K, Mafia ou Borderlands.
La société est divisée en différents labels d'édition en fonction du type de jeux et/ou du public visé (Rockstar Games, 2K Games, Private Division et Zynga).

## Historique

### 1993-2000: les débuts de l'éditeur
Take-Two est fondé en 1993 par Ryan Brant, le fils de Peter Brant, héritier et copropriétaire du journal l'Interview. En mars 1998, l'entreprise se renforce dans un certain nombre de domaines par l'acquisition de BMG Interactive, qui appartenait à Bertelsmann, pour environ 14,2 millions de dollars. Elle publie en 1998 Reservoir Rat (en), un jeu pour Game Boy développé par Tarantula Games. À la fin de l'année 1998, Take-Two, qui était présent dans le secteur de l'édition en Europe, mais pas aux États-Unis (distribution uniquement), crée Rockstar Games  pour pouvoir publier les jeux de ses souhaits.
En février 1999, Take-Two publie le jeu Biosys à travers la société Jumpstart Interactive. Le jeu est un point-and-click qui suit le professeur Alan Russell. En juillet 1999, la société édite Hidden and Dangerous, l'un des premiers jeux tactiques à la troisième personne, suivi par Hidden and Dangerous 2 en 2003.

### 2001-2005: série d'acquisitions
Take Two Interactive rachète en janvier 2001 Neo Software, un studio de développement autrichien, puis en décembre 2003 TDK Mediactive Inc., filiale américaine de distribution de jeux sous licence (Pirate des Caraïbes, Muppet show...) de TDK, qui est alors renommée Take-Two Licensing.
En 2004, Take-Two paie 22,3 millions de dollars à Infogrames pour acquérir les droits de la franchise Civilization, puis en octobre rachète à Microsoft Indie Games, qui prend alors le nom « Indie Built ».
En 2005, Take-Two commence une série d'acquisitions, dépensant plus de 80 millions de dollars à l'achat de développeurs de jeux vidéo. Take Two rachète pour 32 millions de dollars les studios de développement Visual Concepts et Kush Games, pour 11,4 millions de dollars Gaia Capital Group et autour de 11,8 millions de dollars le studio Irrational Games. Take-Two a servi de sociétés d'édition pour 2K Games et 2K Sports pour gérer un groupe de studios de développement nouvellement acquis, et d'édition qui traite avec une variété d'autres studios bien connus. Dans le cadre de la création de 2K Sports, Take-Two a acquis de Sega les droits sur les jeux ESPN 2K Sports créés par Visual Concepts (football et basket-ball) et Kush Games (baseball et hockey). Puis, en novembre, Take-Two acquiert Firaxis pour 27 millions de dollars, y compris les primes de rendement possibles.
En février 2005, l'éditeur américain annonce qu'il copubliera sous son nouveau label 2K Games et distribuera le jeu de Bethesda Softworks The Elder Scrolls IV : Oblivion, et qu'il coéditera un autre jeu du studio : Call of Cthulhu: Dark Corners of the Earth.

### 2006-2008: problèmes économiques et tentatives de rachat
En mars 2006, Take Two publie un chiffre d'affaires en forte baisse pour l’année 2005 et des pertes de 29 millions de dollars (24 millions d'euros), loin des 55,2 millions de dollars de bénéfices affichés l'an dernier à la même période. Les causes évoquées sont le ralentissement sensible du marché et la baisse des prix due à la transition entre les générations de machines. De plus, la Securities and Exchange Commission (SEC) enquête sur des manipulations comptables, qui se soldent par une amende de 7,5 millions de dollars.
En mai 2006, Take Two ferme  Indie Built, moins de deux ans après son rachat. Le 16 du même mois marque la fermeture de Rockstar Vienna. Rockstar Vienna s'était autrefois chargé du portage de Grand Theft Auto sur Xbox et travaillait depuis quelque temps sur un nouveau projet. En tout, une centaine de personnes sont concernées par cette fermeture.
En mars 2007, Zelnick Media Capital, le fonds d’investissement de Strauss Zelnick, reprend Take-Two Interactive et ce dernier est nommé PDG.
À noter qu'Electronic Arts a voulu racheter Take-Two près de 2 milliards de dollars, en vain, jugé insuffisant.
Le 22 mai 2007, Oasys Mobile ont signé un accord pour développer plusieurs des jeux Sid Meier sur le marché mobile. Les jeux originaux Sid Meier sont développés par la compagnie de Take-Two Firaxis Games. Oasys développent donc ces jeux pour le marché du mobile à partir de l'année 2008. En mars 2007, Take-Two a déposé une plainte contre l'activiste Jack Thompson, pour l'empêcher de nuire et de porter plainte à la cour de Floride comme il l'a fait avec le jeu vidéo Bully.
Lors de la réunion annuelle le 29 mars 2007, les investisseurs de Take-Two ont évincé cinq des six membres du conseil d'administration.
Le 17 décembre 2007 marque l'apparition d'un nouveau studio sous la branche 2K Games. En effet, l'éditeur américain Take Two annonce la création d'un nouveau studio de développement aux États-Unis. Baptisé 2K Marin, il a élu domicile à Novato, au nord de San Francisco en Californie. Son travail consistera à la fois à élaborer des jeux originaux et, le cas échéant, à donner un coup de pouce aux autres studios du groupe.
En janvier 2008, l'éditeur réalise une nouvelle acquisition, il s'agit du développeur tchèque Illusion Softworks, qui s'affaire autour de Mafia 2. Créé en 1997 et composé d'environ 200 employés basés à Prague et Brno, Illusion Softworks devient ainsi 2K Czech et rejoint la longue liste des studios estampillés 2K. Le montant de l'opération n'a pas été communiqué.
Le 8 septembre 2008, ils ont conclu une entente d'importation avec Ditan Distribution LLC. Ditan assume la responsabilité pour les différentes fonctions pour l'édition de Take-Two et les entreprises de distribution précédemment traités par Jack of All Games, la filiale de Take-Two. L'accord permet à Jack of All Games, de vendre principalement des produits tiers, pour se concentrer sur les achats, les ventes et le service à leurs clients. Durant le même mois, Take Two présente ses résultats opérationnels pour le troisième trimestre de son année fiscale 2008, clôturé au 31 juillet dernier. Une ardoise où figurent des bénéfices records pour la société éditrice de Grand Theft Auto. Après avoir enregistré des pertes de 58,5 millions de dollars en 2007 (41 millions d'euros) sur la même période, Take Two signe une performance record en termes de profits, avec pas moins de 52 millions de dollars (36,5 millions d'euros) dégagés sur les trois derniers mois. Ces résultats s'accompagnent sans surprise d'une croissance remarquable des ventes de jeux, puisque le chiffre d'affaires de la société américaine bondit de 206 à 433 millions de dollars (soit 304 millions d'euros) d'une année sur l'autre. On ne s'étonnera évidemment pas de retrouver Grand Theft Auto IV en champion incontestable des ventes, avec 10 millions d'exemplaires vendus dans le monde au 16 août dernier. Parmi ses autres vecteurs de revenus, Take Two avance également le succès de Top Spin 3 ou Sid Meier's Civilization Revolution, qui n'auront visiblement pas démérité sur le trimestre.

### 2008-présent: une croissance continue
L'année 2008 s'annonce donc plus que jamais sous le signe de la prospérité pour l'éditeur, puisqu'il compte déjà un chiffre d'affaires de 1,2 milliard (842 millions d'euros) depuis le début de son exercice, et des bénéfices établis à 112 millions de dollars (78,8 millions d'euros). À titre de comparaison, sur les neuf premiers mois de l'année 2007, Take Two était très largement déficitaire (131,3 millions de dollars de pertes).
En septembre 2009, après un procès, Take-Two Interactive a été obligé de payer une contravention de 20 millions de dollars, pour l'inclusion d'un mini-jeu de sexe dans Grand Theft Auto: San Andreas. Le 21 décembre 2009, ils ont vendu Jack of All Games à Synnex. En mai 2007, le UFC a déposé plainte contre la compagnie sur le jeu vidéo qu'ils ont créé pour l'organisation[pas clair]. En 2010, Ben Feder a démissionné du poste de PDG, et est remplacé par le président exécutif Strauss Zelnick.
Le 30 juin 2010, Take Two annoncent que le jeu Red Dead Redemption développé par Rockstar San Diego est « rentable. » En effet, après six années de développement et un budget total estimé à plus de 100 millions de dollars, le blockbuster Red Dead Redemption avait la pression du résultat vis-à-vis de son éditeur Take-Two Interactive. En effet, plus de 4 millions d'unités sur les 5 distribuées dans tout l'Occident ont déjà trouvé preneur seulement deux mois après la sortie du titre. Un résultat au-delà des espérances de Take-Two qui a déjà récupéré tout l'argent investi.
En mai de cette même année, Take Two confirment que le jeu Agent développé par Rockstar Games est toujours en développement et est toujours une exclusivité PS3,.
Le 21 juin 2011, Strauss Zelnick précise que Duke Nukem Forever soit un succès commercial ou non, cela n'empêchera pas l'éditeur de se lancer dans de nouveaux projets autour de la licence, qui appartient maintenant à Gearbox Software rappelons le. Zelnick en profite pour annoncer que la firme envisage « sérieusement » un soutien envers la Wii U, même si aucune annonce n'a été faite pour le moment. Take-Two avait édité sur Wii la série des Carnival Games, quelques jeux de sports (NHL, NBA) et Bully.
Le 17 septembre 2011, soit deux ans avant la sortie de Grand Theft Auto V, Take Two fait le point sur les ventes de ses franchises. Ses ventes sont au beau fixe et son PDG Strauss Zelnick, est fier d'annoncer la couleur et de lister le nombre impressionnant de ventes de ses différentes franchises. Sans surprise, GTA écrase tout avec plus de 114 millions d'unités écoulées (125 millions à ce jour), notons aussi la très belle performance de Red Dead Redemption qui a réussi à s'imposer avec plus de 12,5 millions d'unités vendues en un an et demi.
Le 23 mai 2012, Take Two annonce ses résultats financiers pour l'année fiscale 2012. Après une année fiscale 2011 relativement faste grâce à la sortie de Red Dead Redemption, la maison-mère de 2K Games (Bioshock, Borderlands…) et Rockstar (GTA, Manhunt…) accuse une perte nette de 107,7 millions de dollars, soit 85 millions d'euros. En dépit des sorties de L.A. Noire, Duke Nukem Forever ou encore NBA 2K12, le chiffre d'affaires de Take Two a péniblement atteint cette année les 826 millions de dollars (651 millions d'euros) contre 1,137 milliard de dollars (897 millions d'euros) en 2011. Malgré ce résultat décevant, le cinquième en sept ans, Take Two reste confiant pour 2013 avec le lancement de titres phares tels que Max Payne 3, Borderlands 2 ou XCOM: Enemy Unknown. La progression des téléchargements représentant désormais 13 % du chiffre d'affaires est également encourageante et de nombreux DLC sont d'ores et déjà prévus pour tous les gros titres à venir.
Le 1er août 2012, au lendemain d'une réunion des actionnaires de Take Two. Les résultats financiers peu reluisants de la société continuent. En effet, lors du premier trimestre de l'année fiscale 2013, les pertes de Take Two sont passées de 8,6 millions à 110,8 millions de dollars, soit près de 90 millions d'euros. Dans le même temps, le chiffre d'affaires est passé de 334,4 millions à 226,1 millions de dollars, soit un peu plus de 180 millions d'euros. Ces pertes s'expliquent à cause des ventes décevantes de Max Payne 3 et de Spec Ops: The Line qui ont mis la société dans le rouge. Petite lueur d'espoir, les revenus liés à la vente de titres dématérialisés ont augmenté de 33 %. Mais Take Two n'aura bientôt plus de soucis à se faire avec la sortie prochaine de Grand Theft Auto V.
En janvier 2013, à la suite de la faillite de THQ en décembre 2012, Take-Two rachète Evolve (jeu en développement chez Turtle Rock Studios) pour 10 894 000 $, soit un peu moins de 8,18 millions d'euros. Fin janvier, lors du report de GTA V annoncé par Rockstar Games, à peine le temps que le communiqué ne soit reçu et lu, l'action de Take Two baissa de 7,96 %. Une chute temporaire qui illustre les enjeux et la pression qui peuvent s'exercer quand on parle du mastodonte Grand Theft Auto. Pour mémoire, lorsque Take Two avait annoncé le report de Grand Theft Auto IV en août 2007, c'était une baisse de 18 % que Take Two avait dû encaisser,. Le mois suivant, en février 2013, Take-Two acquiert les droits pour publier des jeux sous licence WWE auprès de la World Wrestling Entertainment. Ce contrat lie l'éditeur avec la WWE et Yuke's, le développeur des jeux de la franchise. En mars 2013, Karl Slatoff, chef des opérations de Take-Two Interactive, a révélé que la société dispose d'un « vaste portefeuille de titres non annoncés dans le développement », avec les jeux annoncés Grand Theft Auto V et Agent en développement. Bien qu'il n'ait pas partagé toute information complémentaire concernant le jeu, il a mentionné que les franchises Red Dead, Mafia, Borderlands, LA Noire et Max Payne étaient des licences importantes pour la société. Durant ce même mois, Take Two annonce que de sortir un Grand Theft Auto tous les 2 ans nuiraient à la série : « Souvent, les gens nous demandent pourquoi on ne sort par un Grand Theft Auto tous les deux ans. Pour nous, cela n'aurait aucun sens car un GTA propose une expérience flambant neuf à chaque sortie. Il est impossible de faire cela en deux ans. Et si nous le faisions, notre produit lasserait et la franchise en serait dégradée. » Nous pouvons donc dire que la politique de Take Two d'autrefois ou des GTA sortaient de manière très rapproché[Quoi ?] est révolue (GTA III, Vice City et San Andreas) puisqu'en effet, il a fallu attendre plus de 3 ans entre GTA EFLC et Grand Theft Auto V.
Le 14 mai 2013, Take Two publient les résultats financiers pour l'année fiscale 2013 qui s'est terminée le 31 mars dernier. Il est annoncé un chiffre d'affaires de 1,214 milliard de dollars (plus de 932 millions d'euros), contre 825,8 millions de dollars (634 millions d'euros) pour l'année fiscale 2012. Ces bénéfices sont dus aux ventes de jeux en version numérique, puisqu'elles ont augmenté de 148 % sur l'année fiscale, et même de 192 % au cours du dernier trimestre. Bioshock Infinite étant l'épisode de la trilogie qui s'est le mieux écoulé, avec plus de 3,7 millions de copies qui ont été distribuées. Son Season Pass a été très populaire auprès des fans. Max Payne 3 a quant à lui a passé la barre des 4 millions d'exemplaires, et ce sont 6 millions d'exemplaires de Borderlands 2 qui ont été expédiés dans les boutiques. Selon Take-Two, ce dernier pourrait d'ailleurs devenir le jeu le plus vendu du catalogue de 2K Games. Lors de la prochaine année fiscale, l'éditeur espère bien atteindre un chiffre d'affaires de 1,85 milliard de dollars et l'arrivée de Grand Theft Auto V en septembre prochain devrait l'y aider.
Le 12 juillet 2013, l'éditeur américain annonce un nouveau jeu intitulé Turd Birds édité par la branche 2K Play et développé par le studio Cat Daddy Games. Lors du 31 juillet, Take Two réalise une performance remarquable sur son premier trimestre fiscal, en effet l'éditeur affiche des rentrés d'argent sans la moindre sortie sur le marché. Certes, à la vue des chiffres, les résultats de l'éditeur sont nettement moins élevés qu'à la même période l'année passée, affichant une baisse de 37 % de son chiffre d'affaires (142,7 millions de dollars, soit 107 millions d'euros). Si la chute est brutale, c'est parce que l'an passé, Take Two sortait Max Payne 3 et Spec Ops: The Line à cette période. Or, cette année, Take Two n'a eu qu'une seule sortie sur ce trimestre : la version Mac de Max Payne 3. L'éditeur réalise donc une excellente performance, en partie due aux ventes encore élevées de Borderlands 2 et surtout du plus récent Bioshock Infinite qui vient de franchir le cap des 4 millions de ventes ou encore l'effet quasi permanent de Grand Theft Auto IV. On notera également que Take Two a su limiter ses pertes (de 110,8 à 61,9 millions) en réduisant la voilure sur un projet en cours de développement. Une précision qui bien évidemment suscite déjà une grande interrogation sur le fait que l'éditeur a probablement annulé un projet encore inconnu ou simplement mis son développement en pause.
Le 27 novembre 2013, Take Two rachète 12 millions de titres détenus par le groupe Icahn. Strauss Zelnick, indique que ce rachat, qui a coûté un peu moins de 204 millions de dollars (150 millions d'euros) signifie que l'éditeur est confiant concernant les résultats de la période fiscale 2014.
Le 31 mai 2017, le studio Squad annonce son rachat par Take-Two.
Le 18 août 2020, Take-Two rachète l’entreprise mobile Playdots pour 192 millions de dollars.
En novembre 2020, Take-Two confirme être en voie pour l'acquisition de Codemasters, d’un montant de 820 millions d’euros. Cependant, Electronic Arts annonce une offre d’environ 1 milliard d'euros, contrant ainsi celle de Take Two et mettant en suspens le deal autrefois accepté. Quelques semaines plus tard, Take-Two annonce officiellement se retirer mais réaffirme leur objectifs de croître le groupe par des acquisitions stratégiques.
En janvier 2022, Take-Two annonce l'acquisition de Zynga pour 11 milliards de dollars.
En mars 2024, Take-Two annonce l'acquisition de Gearbox Software à Embracer pour 440 millions de dollars.

## Tentatives de rachats

### ParElectronic Arts
À la mi-février 2008, la société rivale Electronic Arts fait une offre de 26 dollars par transaction en espèces à Take-Two, révisant à 26 dollars par action après avoir été rejetée et qui fait que l'offre est connue du public. Les rumeurs d'un rachat avaient été annoncées sur Internet plusieurs semaines auparavant. À la suite de cela, leurs actions ont augmenté de 54 % lundi, après l'annonce le dimanche de la fermeture de l'offre de EA. Et le prix des actions de tout EA ont baissé de 5 %, la plus forte perte depuis plus d'un an.
Selon Game Informer de l'édition d'avril 2008, le CEO de EA John Riccitiello dit que EA considérait Take-Two comme une priorité au printemps précédent, mais supprimés à la dernière minute. Le conseil d'administration de Take-Two a refusé la transaction. Toutefois, EA poursuivait l'acquisition de Take-Two, affirmant dans une lettre : « Si vous n'êtes pas disposé à procéder sur cette base, cependant, nous pouvons poursuivre d'autres moyens, y compris la divulgation publique de cette lettre, d'apporter notre offre et la valeur convaincante qu'il représente à l'attention des actionnaires de Take-Two ". Plus tard, Take-Two a publié un communiqué expliquant pourquoi la société a rejeté l'offre, « En plus de la sous-évaluation des éléments clés de notre entreprise, la proposition d'EA ne parvient pas à reconnaître la valeur que nous créons grâce à nos efforts de redressement en cours, qui permettra de revitaliser davantage. "
Take-Two a discuté de l'offre après la conférence de presse de Grand Theft Auto IV ' du 29 avril 2008. Une acquisition aurait mis fin à la principale concurrence d'EA dans les jeux vidéo de sport. L'offre a expiré le 15 mai 2008, cependant EA prolongé l'offre jusqu'au 16 juin 2008, au même prix de 25,74 dollars par action. La position de Take-Two n'a pas changé et le 14 septembre 2008, EA a annoncé qu'ils avaient décidé de laisser les 2 milliards de dollars proposés pour acheter Take-Two expirer.

### Par Microsoft
Lorsque Electronic Arts tentaient d'acquérir Take Two par l'intermédiaire d'une offre publique, ce dernier continue de résister et n'est pas encore passé entre les mains du géant américain. Mais de nombreuses rumeurs font en effet état d'une offre faite par Microsoft Games pour acquérir le géant. À côté de ces rumeurs, on retrouve plusieurs analystes qui affirment haut et fort que le géant de Redmond parviendra à ses fins et empochera Take 2 et toutes ses licences (incluant Bioshock, les jeux 2K, Grand Theft Auto IV et tout un tas d'autres séries). Néanmoins, cette information reste douteuse, surtout lorsque l'on sait que Shane Kim avait affirmé que Microsoft Games n'allait en aucun cas offrir une somme d'argent à Take 2 pour l'acquérir. Plus tard, cette information sera démentie par Microsoft car néanmoins l'affaire n'était pas si simple que ça, racheter l'éditeur américain, ce serait aussi racheter ses problèmes financiers, un investissement pas forcément avantageux. Et une fois l'éditeur racheté, il ne publierait logiquement plus sur toutes les plateformes du marché, mais uniquement sur les supports soutenus par Microsoft (Xbox 360 et PC), ce qui générerait des pertes énormes.

### Par Activision Blizzard
Une première rumeur en février 2011, d'après le site MCV (spécialisé dans le business de l'industrie vidéoludique), Activision Blizzard détenteur des licences Call of Duty, Warcraft, Starcraft ou encore Diablo, projetait de racheter Take-Two Interactive, propriétaire actuel de studios comme Rockstar Games et Irrational Games, afin de faire main basse sur des licences comme Grand Theft Auto ou encore Bioshock, Civilization, Mafia et des jeux 2K Sports.
Une deuxième rumeur en septembre 2014 qui vient cette fois-ci des marchés boursiers, d'après le site Next INpact (informatique et nouvelles technologies). Après la scission avec la maison mère Vivendi le 25 juillet 2013, Activision Blizzard tentait une nouvelle approche avec Take-Two Interactive pour un éventuel rachat, selon un analyste. Le cours de l'action Take-Two avait pris une hausse 4,5 % de sa valeur en une journée, alors que celui d'Activision Blizzard n'avait pas été perturbé par la rumeur.

## Labels et studios

### Actuels
- Rockstar Games basé à New York, fondé en 1998.
  - Rockstar North basé à Édimbourg en Écosse, fondé en 1988 sous le nom de DMA Design, acheté à Infogrames en septembre 1999, devient mondialement célèbre avec la série des Grand Theft Auto.
  - Rockstar Leeds basé dans le Yorkshire de l'Ouest en Angleterre, fondé sous le nom de Mobius Entertainment en 1997.
  - Rockstar London basé à Londres au Royaume-Uni, ouvert en 2005.
  - Rockstar San Diego basé à Carlsbad en Californie, fondé en 1984 sous le nom d'Angel Studios, acquis en novembre 2002.
  - Rockstar Toronto basé à Oakville au Canada, fondé en 1999.
  - Rockstar Lincoln basé à Lincoln en Angleterre, fondé en 1997 sous le nom de Tarantula Studios.
  - Rockstar New England basé à Andover dans le Massachusetts, fondé en 1999 sous le nom de Mad Doc Software.
  - Rockstar India basé à Bangalore en Inde, fondé en 2016.
  - Rockstar Dundee basé à Dundee en Écosse, fondé en 2008 sous le nom Ruffian Games.
- 2K Games basé à Novato en Californie, fondé en 2005.
  - Firaxis Games basé à Hunt Valley dans le Maryland, fondé en 1996, acquis en 2005.
  - 2K China basé à Shanghai en Chine, ouvert en 2006.
  - 2K Play basé en Ontario au Canada, fondé en 1992 sous le nom de Global Star Software, acquis en 1999.
    - Cat Daddy Games basé à Bellevue dans l’État de Washington, fondé en 1996. C'est le studio principal du label 2K Play.
    - Take-Two Licensing, fondé en septembre 2000 sous le nom de TDK Mediactive, acheté en décembre 2003[61]. Se fond en 2005 dans le label 2K Play.

  - 2K Sports basé à New York, (anciennement ESPN Video Games), comprend le studio Visual Concepts acheté à Sega en janvier 2005.
  - Hangar 13 basé à Novato en Californie, fondé en 2014.
  - Cloud Chamber basé à Novato en Californie, fondé en 2019.
  - 31st Union basé à San Mateo en Californie, fondé en 2019.
  - Squad, fondé en 2009 et développeur du jeu Kerbal Space Program. Il édite en partenariat avec le label Private Division.
- Ghost Story Games basé à Westwood, dans le Massachusetts, anciennement Irrational Games et dirigé par le célèbre Ken Levine. Studio connu et reconnu pour la série BioShock et qui était auparavant sous les auspices de 2K Games mais s'en est détaché[62].
- Zynga basé à San Francisco, est présenté comme étant le quatrième label de Take-Two Interactive depuis son rachat en 2022.

### Anciens
- 2K Australia anciennement basé à Canberra en Australie, fusionna avec 2K Marin[63].
- 2K Marin basé à Novato en Californie et Canberra en Australie, ouvert en 2007, fermé en 2013, ses actifs ont été transférés à Cloud Chamber[64].
- 2K Czech basé à Brno en République tchèque, fondé en 1997 sous le nom d'Illusion Softworks, acquis en janvier 2008. Fusionné avec Hangar 13en 2017[65].
- Irrational Games basé à Quincy dans le Massachusetts, acheté le 9 janvier 2006, devenu Ghost Story Games.
- Frog City Software anciennement basé à San Francisco, fondé en 1995, acheté par Gathering of Developers en 2004, intégra Firaxis Games en 2006.
- Gathering of Developers anciennement basé au Texas, fondé en janvier 1998, acheté en mai 2000, fermé en septembre 2004 ; la marque fut abandonnée au profit de Rockstar et de 2K Games. Il s'agissait majoritairement de jeux édités sur PC, et généralement des FPS.
- Gotham Games, ouvert en 2002, fermé en 2004.
- Indie Built anciennement basé à Salt Lake City dans l'Utah, fondé sous le nom Access Software en 1983, acheté à Microsoft en 2004 ; fermé le 28 avril 2006.
- Kush Games anciennement basé à Camarillo en Californie, fermé en 2008.
- PopTop Software anciennement basé à Saint-Louis dans le Missouri, fondé en 1993, intégré à Firaxis Games en 2006.
- Private Division basé à New York, fondé en 2017, édite les jeux indépendants tels que The Outer Worlds d'Obsidian Entertainment ou encore Ancestors: The Humankind Odyssey de Panache Digital Games, le studio de Patrice Désilets. L'entreprise est vendu en 2024.
- TalonSoft anciennement basé à Baltimore dans le Maryland, fondé en 1995, acheté en 2000, fermé en 2005.
- Rockstar Vancouver anciennement basé à Vancouver au Canada, fondé en mai 1998 sous le nom de Barking Dog Studios, acquis en août 2002, fermé en 2012.
- Rockstar Vienna, fondé le 4 janvier 1993 sous le nom Neo Software, fermé le 11 mai 2006.
- Venom Games anciennement basé à Newcastle en Angleterre, fondé en 2003, acheté en septembre 2004, fermé en juillet 2008.
- PAM Development anciennement basé à Paris, fondé en 1997, acheté en 2006, fermé en 2008.

### Vendu
- Jack of All Games à West Chester dans l'Ohio, filiale de distribution aux États-Unis fondée en 1990 sous le nom de Hyde Park Distributors, et acheté en 1998, vendu le 21 décembre 2009 à Synnex.

## Principales franchises
| - 1990 - Railroad Tycoon - 1991 - Duke Nukem - 1991 - Civilization - 1994 - X-COM - 1997 - Grand Theft Auto - 1998 - Spec Ops - 1999 - NBA 2K - 2013 - WWE 2K,. - 2000 - Midnight Club | - 2001 - Max Payne - 2001 - Stronghold - 2002 - Conflict - 2002 - Mafia - 2003 - Manhunt - 2003 - Top Spin - 2004 - Red Dead - 2005 - NHL 2K - 2005 - Chameleon (2005 video game) (en) - 2006 - Bully | - 2007 - Carnival : Fête foraine - 2007 - BioShock - 2007 - The Darkness - 2009 - Borderlands - 2011 - L.A. Noire - 2015 - Evolve - 2017 - KSP |

## Répartition géographique
Le siège de la société se situe à New York et ses bureaux internationaux, à Windsor.
Les studios de production se trouvent à Édimbourg (Rockstar North, anciennement DMA Design), San Diego (Rockstar San Diego, anciennement Angel Studio), Vancouver (Rockstar Vancouver, anciennement Barking Dog Studio), Toronto, Vienne (Rockstar Vienna, anciennement neo Software), Leeds (Angleterre) (Rockstar Leeds, anciennement Möbius Entertainment), Fenton (Missouri), Bellevue (Washington) et San Francisco.
Les bureaux de vente et du marketing sont répartis entre Cincinnati, Toronto, Paris, Munich, Vienne, Copenhague, Milan, Sydney, Amsterdam et Auckland.